# حلوى زيفير
زيفير (بالروسية: зефи́р) وهي سكاكر طرية يتم إعدادها عن طريق خفق هريس الفواكه أو التوت (غالباً هريس التفاح) مع السكر وبياض البيض مع إضافة لاحقة لعامل مثخن مثل البكتين أو الكاراجينان أو الأغار أو الجيلاتين. الطبق معروف خارج روسيا أيضاً على نطاق واسع في دول ما بعد الاتحاد السوفيتي. أعطي الأسم تيمناً بإله الرياح الغربية الإغريقي «زيفيروس» بسبب قوام الحلوى الخفيف والناعم.
قوام الزيفير يشبه إلى حد ما قوام حلوى الخطمي أو رأس العبد. وهي مشتقة من حلوى الباستيلا الروسية التقليدية ولكن مع إضافة رغوة بياض البيض وعامل مثخن. يشبه قوامها عادةً قوام الميرانغ، ولكن على عكس الميرانغ التجاري فحلوى الزيفير ليست هشةً أبداً، وعادة ما يكون لونها أبيض أو مائل للوردي.
تأتي حلوى الزيفير بأنواع مختلفة من النكهات مثل التوت أو الفراولة أو القشدة. الأنواع المغطاة بالوشوكلاتة واسعة الأنتشار أيضاً، ولكن على العكس من حلوى رأس العبد فهي عادة لا تحتوي طبقة من البسكويت.

## طريقة التحضير
في وعاء يوضع هريس الفاكهة وبياض البيض ويُخفق الخليط حتى يصبح قوامه هشاً ويتضاعف حجمه. في قدر على نار عالية يوضع الماء والأغار والسكر، بعد أن يغلي المزيج يجب الأستمرار بتحريكه حتى لا يلتصق في قاع القدر إلى أن يصبح المزيج طرياً ويصبح ذهبي اللون وهذا عادةً يستغرق حوالي خمسة دقائق من الغليان. يُصب مزيج السكر والأغار على خليط الفاكهة ببطئ ومع الإستمرار بالخفق حتى يمتزجان معاً ويصبح قوامه مشابهاً لقوام الميرانغ. بعد أن يجهز يوضع الخليط في كيس حلواني ويُضخ إلى قطع صغيرة على صينية مبطنة بورق الزبدة أو مرشوشة بمدقوق السكر، تُترك القطع في درجة حرارة الغرف ليوم أو يومين حتى تجف جيداً. بعدها تؤخذ قطعتان من الزيفير وتصلق معاً ومن ثم تُغطى بخليط من مدقوق السكر والنشا.

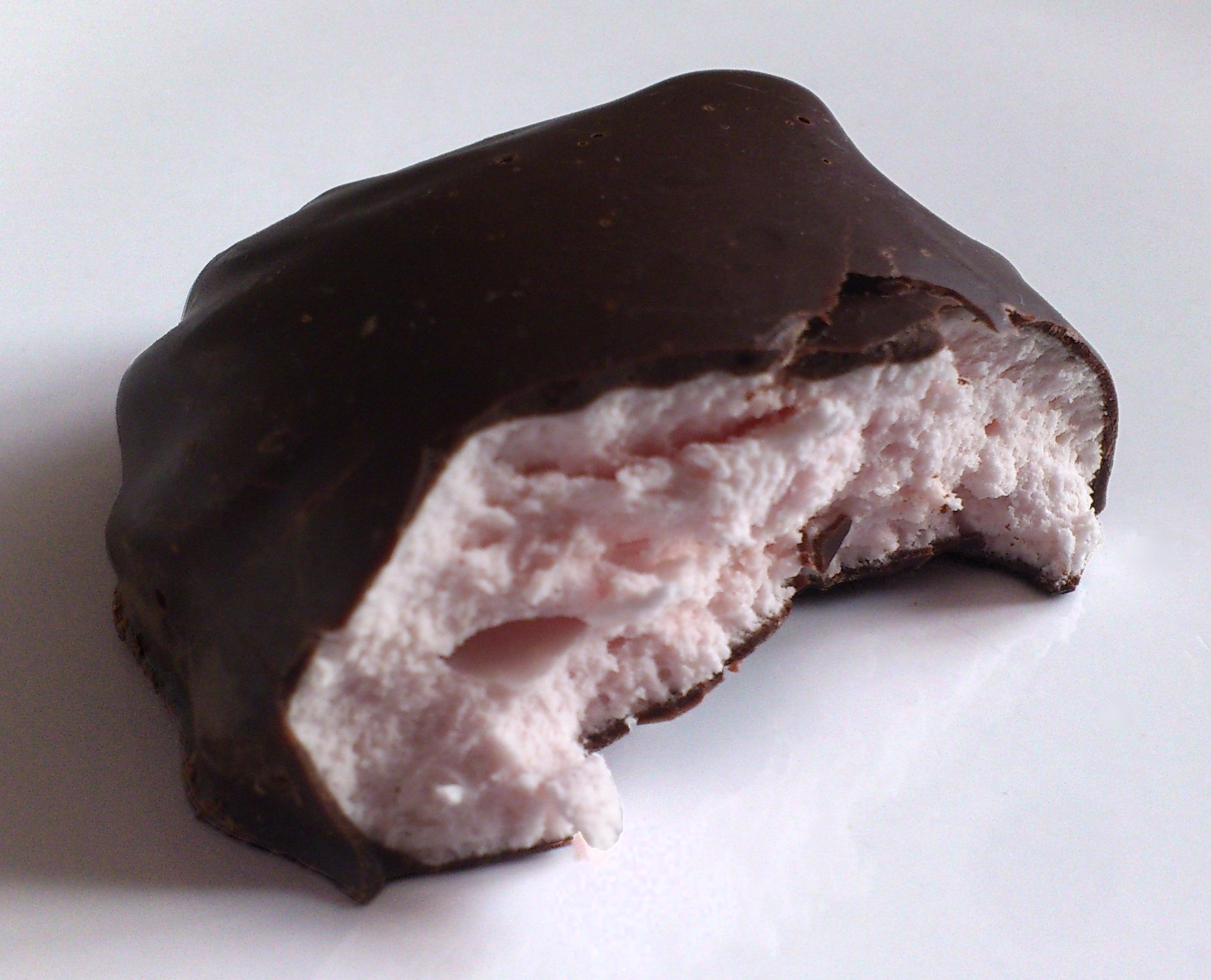
حلوى زيفير مغطاة بالشوكولاتة.